# Wasserrübenvergilbungsvirus
Der Wasserrübenvergilbungsvirus (Rübenvergilbungsvirus, englisch Turnip yellows virus, Akronym TuYV; Spezies Polerovirus TUYV) gehört ebenso wie die Gelbverzwergungsviren der Gersten in die Ordnung Tolivirales. Früher werden gelegentlich die Bezeichnungen Beet western yellows virus (BWYV), Beet  mild  yellows  virus (BMYV), Turnip  mild  yellows  virus (TuMYV), Malva  yellows  virus, Radish  yellows  virus und Brassica  yellows  virus (BrYV) verwendet. Aufgrund von Sequenzvergleichen konnten diese unterschiedlichen Isolate alle der gleichen Virusspezies zugeordnet werden.
Einen ähnlichen englischen Namen hat auch das nicht verwandte Gelbe-Rüben-Mosaikvirus (auch Rüben-Gelbmosaikvirus), nämlich Turnip yellow mosaic virus (TYMV; Spezies Tymovirus brassicae) aus der Ordnung Tymovirales .

## Biologie
Das Virus sitzt im Phloem der Pflanze und tritt vor allem als Raps-Schädling in Erscheinung, befällt aber auch andere Kreuzblütler (Brassicaceae) wie Rübsen, Ölrettich, Senfarten und Kohlgemüsearten. Als Wirtspflanzen kommen ferner Erbse, Lupine, Ackerbohne, Phacelia, Spinat, Löwenzahn, Klatschmohn, Kreuzkraut, Zinnie, Tabak und andere infrage.
Die Verbreitung erfolgt durch Blattläuse und beim Raps häufig von der Grünen Pfirsichblattlaus Myzus persicae.
Beim Winterraps verfärben sich die Blattränder der Rapspflanze bereits im Herbst rötlich bis violett.
Da Blattverfärbungen auch durch Staunässe, Kälte, Bodenverdichtungen, Strohmatten im Boden oder Nährstoffmangel ausgelöst werden können, sollte der Virus durch weitere Untersuchungen nachgewiesen werden.
Die befallenen Pflanzen zeigen ein schwächeres Wachstum und einen geringeren Ertrag.